# Gyeongsang Północny
Gyeongsang Północny (kor. 경상북도) – prowincja położona we wschodniej części Korei Południowej. Została utworzona w 1896 roku z północnej części dawnej prowincji Gyeongsan. Największym miastem i zarazem stolicą jest Daegu, miasto metropolia z odrębnymi władzami.

## Geografia
Prowincja jest częścią regionu Yeongnam. Od strony wschodniej granicą są wybrzeża Morza Wschodniego, od południa graniczy z prowincją Gyeongsang Południowy, od zachodu z prowincjami Jeolla Północna oraz Chungcheong Północny, od północy zaś z Gangwon.
Prowincja jest w dużej mierze otoczona przez góry Taebaek na wschodzie i Sobaek na zachodzie, co wpływa na warunki klimatyczne, latem jest to najcieplejsza część Korei Południowej.

## Produkty
Produkty rolnicze prowincji to przede wszystkim: ryż, fasola, ziemniaki oraz jęczmień. Specjalnością prowincji są jabłka. Produkty morskie to głównie mątwy, skorupiaki oraz trawy morskie. Produkuje się tu także mleko.

## Podział administracyjny
Prowincja Gyeongsang Północny podzielona jest na 10 miast (kor. si) oraz 13 powiatów (kor. gun).

### Miasta
- Andong (안동시; 安東市)
- Gimcheon (김천시; 金泉市)
- Gyeongju (경주시; 慶州市)
- Gyeongsan (경산시; 慶山市)
- Gumi (구미시; 龜尾市)
- Mungyeong (문경시;聞慶市)
- Pohang (포항시; 浦項市)
- Sangju (상주시; 尙州市)
- Yeongcheon (영천시; 永川市)
- Yeongju (영주시; 榮州市)

### Powiaty
- Bonghwa (봉화군; 奉化郡)
- Cheongdo (청도군; 淸道郡)
- Cheongsong (청송군; 靑松郡)
- Chilgok (칠곡군; 漆谷郡)
- Goryeong (고령군; 高靈郡)
- Gunwi (군위군; 軍威郡)
- Seongju (성주군; 星州郡)
- Uiseong (의성군; 義城郡)
- Uljin (울진군; 蔚珍郡)
- Ulleung (울릉군; 鬱陵郡)
- Yecheon (예천군; 醴泉郡)
- Yeongdeok (영덕군; 盈德郡)
- Yeongyang (영양군; 英陽郡)

## Klasztory buddyjskie
- Bong'am sa
- Jikji sa
- Cheong'am sa
- Hwangnyong sa
- Gimnyong sa
- Girim sa
- Golgul sa
- Goun sa
- O'eo sa
- Bogyeong sa
- Bongjeong sa
- Bulguk sa
- Bunhwang sa
- Buryeong sa
- Buseok sa
- Daeseung sa
- Donghwa sa
- Eunhae sa
- Unmun sa